# Леськине
Ле́ськине — село в Україні, в Антрацитівській міській громаді Ровеньківського району Луганської області. Населення становить 328 осіб. Орган місцевого самоврядування — Рафайлівська сільська рада.

## Населення
Згідно з переписом УРСР 1989 року чисельність наявного населення села становила 368 осіб, з яких 177 чоловіків та 191 жінка.
За переписом населення України 2001 року в селі мешкало 329 осіб.

### Мова
Розподіл населення за рідною мовою за даними перепису 2001 року:
| Мова       | Кількість | Відсоток |
| ---------- | --------- | -------- |
| українська | 248       | 75.61%   |
| російська  | 80        | 24.39%   |
| Усього     | 328       | 100%     |

## Відомі особистості
В поселенні народився:
- Петченко Олександр Матвійович (* 1939) — український фізик.